# Georg Cantor
|  | No s'ha de confondre amb Moritz Cantor. |

Georg Ferdinand Ludwig Philipp Cantor (Sant Petersburg, 3 de març de 1845 - Halle, 6 de gener de 1918) fou un matemàtic i filòsof alemany, fundador de la teoria de conjunts moderna. Cantor va establir la importància del concepte de funció bijectiva entre els conjunts, va definir els conceptes de conjunt infinit i de conjunt ben ordenat, i va demostrar que el conjunt dels nombres reals és "més gran" que el conjunt dels nombres naturals, tot i ser infinits ambdós. De fet, del Teorema de Cantor se segueix que per a tot infinit hi ha un infinit més gran, i que, per tant, hi ha una infinitat d'infinits. També va definir els conceptes de nombre cardinal i nombre ordinal així com la seva aritmètica. El treball de Cantor ha estat una contribució molt important dins el camp de les matemàtiques i és, a més a més, d'un gran interès filosòfic.
El treball de Cantor va trobar resistència per part d'alguns matemàtics contemporanis seus com Leopold Kronecker i Henri Poincaré, i després per Hermann Weyl i L.E.J. Brouwer. Ludwig Wittgenstein va plantejar també algunes objeccions filosòfiques. Cantor va patir freqüents atacs de depressió al llarg de tota la seva vida des del 1884, que possiblement eren manifestacions d'un trastorn bipolar.
Avui en dia, la gran majoria dels matemàtics que no són constructivistes ni finitistes accepten el treball de Cantor sobre els nombres transfinits i la seva aritmètica i reconeix el canvi de paradigma que Cantor va introduir en la matemàtica. En paraules de David Hilbert: "Ningú no ens podrà fer fora del paradís que Cantor ha creat."

## Biografia
Georg Woldemar Cantor, pare de Georg Ferdinand Ludwig Philipp Cantor, fou nadiu de Copenhaguen, però es traslladà ja de ben jove a Sant Petersburg, on trobà fortuna com a corredor de valors. La seva esposa, Maria Anna, provenia d'una família particularment musical. Georg Cantor fou el primer de sis fills, nascut el 1845. Creixé en un entorn fortament influenciat per la religió, ja que la seva mare era catòlica romana, però el seu pare s'havia criat en les idees luteranes i era un ferm protestant.
A l'edat dels onze anys, la família es traslladà de Rússia a Alemanya, degut al delicat estat de salut del pare. S'establiren a Wiesbaden, una ciutat central de l'estat federal de Hesse on, amb 15 anys, Cantor assistí a l'institut. Demostrà ser excel·lent en totes les matèries, però destacava especialment en matemàtiques i ciència, així que el seu pare decidí encaminar-lo cap a l'enginyeria. Així començà els seus estudis posteriors al Polytechnikum de Zürich, poc després, el seu pare, l'esperança de vida del qual no era gaire encoratjadora, el deixà canviar-se a la Universitat de Berlín per estudiar matemàtiques. Assistí a classes de Weierstrass, Kummer i Kronecker. Passà l'estiu del 1866 a la Universitat de Göttingen i tornà després a Berlín, on completà la seva dissertació en teoria de conjunts sobre de aequationibus secundi gradus indeterminantis (la indeterminació d'equacions de segon grau).
A l'edat de 23 anys, Cantor ja havia sofert de forts episodis de depressió, que l'acompanyaren durant la seva vida i s'incrementaren. Després d'obtenir el doctorat el 1867, fou professor a una escola de noies, poc després s'establí com a professor adjunt de la Universitat de Halle, propera a Leipzig. El 1869 rebé l'habilitació, la nota més alta que es pot aconseguir, per la seva tesi, també en teoria de conjunts.
Durant aquest període s'encaminà cap a l'anàlisi, degut, sobretot, a la influència de Heine, qui desafià Cantor a demostrar el problema obert de la representació única d'una funció mitjançant sèries trigonomètriques. Aquest havia sigut un problema difícil, atacat per diversos matemàtics tals com el mateix Heine, Dirichlet, Lipschitz i Riemann. La demostració fou completada a l'abril del 1870. Publicà, a més, posteriors articles entre 1870 i 1872 sobre sèries trigonomètriques, fet que demostra la influència de les ensenyances de Weierstrass.
Degut a aquestes feines, entrà en contacte amb Dedekind, amb qui establiria una forta relació intel·lectual. Es cartejaren mútuament sobre els seus treballs matemàtics. Aquest primer construí els nombres reals per mitjà de seccions dels racionals (els talls de Dedekind) mentre que Cantor els construí per mitjà de successions convergents de Augustin Louis Cauchy de racionals. Part d'aquesta feina fou la que el portà a pensar en la diferència entre conjunts infinits numerables com els racionals i conjunts continus com els reals.
Al desembre de 1873 Cantor escrigué a Dedekind que podia demostrar que els reals no eren numerables. El famós argument de la diagonalització vingué després.

L'any 1874 fou important per Cantor, que es casà amb Vally Guttmann, una amiga de la seva germana, amb qui tingué sis fills, el darrer nascut el 1886. Intercanvià sovint cartes amb Dedekind, d'on sorgí la pregunta:
“Pot una superfície (diguem un quadrat que inclou els seus límits) ésser únicament referit per una línia (diguem un segment recte de línia que inclou els punts delineants) de manera que per cada punt de la superfície hi hagi un punt de la línia i, d'altra forma, per cada punt de la línia hi hagi un punt de la superfície? Crec que la resposta d'aquesta qüestió no seria feina fàcil, tot i que la resposta sembla clarament ésser que no i la demostració sembli gairebé innecessària.” 
Fou cap al 1877 quan Cantor demostrà que hi ha una correspondència un-a-un entre els punts de l'interval {\displaystyle [0,1]} i els punts d'un espai {\displaystyle p}-dimensional. Ell mateix afirmà “Ho veig, però encara no m’ho puc creure!". Clar que tingué implicacions en les nocions sobre les dimensions de l'espai, unes nocions que havien estat prèviament establides com a indiscutibles i que ara es veien amenaçades. La conclusió arribada semblava minar completament el concepte intuïtiu de dimensió. Tanmateix, el punt clau fou que la dimensió roman invariant als homeomorfismes, on no només la funció mateixa ha de ser continua sinó la inversa d'aquesta ha de ser continua també. Aquestes conclusions haurien d'esperar gairebé 40 anys fins a ser extretes, però la feina de Cantor demostrà que la intuïció podia ser prou enganyosa en aquesta àrea. Els articles d'aquest caire que intentà publicar al Journal de Crelle trobaren una forta oposició per part de Kronecker, i només veren la llum gràcies a la intervenció de Dedekind.

Les seves revolucionàries idees foren desenvolupades en una sèrie de treballs que tingueren data entre 1879 i 1884. Durant aquests anys, un seguit de problemes dificultaren la feina de Cantor, que acabà la correspondència amb alguns dels seus amics de la universitat. L'any 1881, després de la mort de Heine, proposà a Dedekind per al mateix lloc a la universitat, però aquest declinà. A causa d'això, la seva correspondència matemàtica acabà poc després. Tanmateix, començà una fructífera amistat amb Gösta Mittag-Leffler, qui li permeté publicar a la seva revista, Acta Mathematica. Els darrers articles foren publicats en una monografia titulada Grundlagen einer allgemeinen Mannigfaltigkeitslehre (Fonaments de la teoria general de les varietats). Aquest fou especialment important per diversos motius, un dels quals per defensa de la crítica que va rebre, citant el seu autor:
“M’adono que amb aquesta empresa meva em trobo amb una certa oposició al punt de vista extensament generalitzat pel que fa a l'infinit matemàtic i a l'opinió sovint defensada de la naturalesa dels nombres.” 
Tanmateix, citant la seva pròpia explicació de l'article:
“El major assoliment dels Grundlagen fou la presentació dels nombres transfinits com una idea autònoma i una extensió sistemàtica dels nombres naturals.” 
En aquest treball els conceptes de naturalesa topològica comencen a sorgir. Les definicions de subconjunt dens, la idea de conjunt obert i tancat s'originen amb Cantor. Més tard, aquestes tindrien una repercussió important en els espais abstractes de Fréchet i en el clàssic Grundzüge der Mengenlehre (Principis de la teoria de conjunts) de Hausdorff. La feina dels nombres transfinits fou només la primera passa del programa. Però, per perfeccionar la teoria, necessitava la hipòtesi del continu, que romangué com un dels 23 problemes de Hilbert.

Aquestes teories foren feroçment atacades, fins i tot al camp personal, per molts matemàtics, especialment Kronecker, que bloquejà gran part de l'avenç del treball de Cantor i no permeté que tornés a la feina de Berlín; altres matemàtics, com Klein i Poincaré, es mostraren també reticents a acceptar-les. El 1884, Cantor sofrí una forta crisi de depressió, agreujada per les crítiques, així com ell mateix explica a una carta dirigida a Gösta Mittag-Leffler:
“No sé quan podré tornar i continuar amb els meus treballs científics. De moment, no puc fer absolutament res, i em límit només a allò imprescindible per les meves classes; seria molt més feliç si pogués ser científicament actiu, si només tingués la frescor mental...” 
Sobre el 1885, Gösta Mittag-Leffler començà a dubtar de la feina de Cantor i l'avisà de no publicar uns papers sobre nombres ordinals. Aquest succés desembocà en la parada de la correspondència entre ambdós i poc després, les feines de Cantor començaren a disminuir. S'abocà a treballs filosòfics, un estudi intens de la literatura isabelina i el problema d'autoria Bacon-Shakespeare, denotant del seu inestable estat mental.
La tèrbola relació amb Kronecker es fou calmant i Cantor abandonà els treballs filosòfics i retornà al camp matemàtic amb Beiträge zur Begründung der transfiniten Mengenlehre (Contribucions als fonaments de la teoria de conjunts transfinits). La primera part d'aquesta feina fou publicada el 1895, tractava sobre conjunts simples ordenats. La segona, tot i que fou acabada poc temps després de la primera, sobre conjunts ben ordenats, no fou publicada fins dos anys després. Sembla, aparentment, que pretenia incloure una demostració de la hipòtesi del continu, que tants problemes li portà i que romangué inconclusa.
El 1890, Cantor ajudà a la fundació de Deutsche Mathematiker-Vereinigung (Societat matemàtica alemanya) i en presidí la primera conferència a Halle el 1891, on presentà el seu famós argument de la diagonalització. A partir del 1895, les seves teories foren defensades per matemàtics més joves i enèrgics. Continuà amb feines matemàtiques intermitents, interrompudes per atacs de la seva condició mental que a partir del 1904 degenerà dràsticament.
Cantor passà els últims anys exercint de professor, tot i que fou excusat de diversos semestres degut a la seva condició. Esperava poder conèixer a Russell en persona, poc després d'haver publicat els Principia Mathematica, però la malaltia i problemes familiars no ho permeteren. Li fou concedit el grau honorari de Doctor en Lleis per la Universitat de St Andrews, d'Escòcia, però altre cop la seva condició impedí que rebés el premi en persona.
Finalment, Cantor es retirà vers el 1913 i morí a l'hospital psiquiàtric de Halle el 6 de gener de 1918 a l'edat de 73 anys. Al final de la seva carrera, els seus assoliments foren reconeguts amb mèrits científics i acadèmics.

## Filosofia de l'infinit
Cantor posà la filosofia i la matemàtica al mateix nivell en el seu Grundlagen einer allgemeinen Mannigfaltigkeitslehre. Des del seu punt de vista, aquest treball era molt més que una simple introducció a la nova teoria de conjunts: oferia també la primera defensa publicada de l'infinit actual, concepte tradicionalment rebutjat per quasi tots els filòsofs, teòlegs i matemàtics. Un exemple és la cèlebre carta de Gauss a Heinrich Christian Schumacher, expressant fortament la seva oposició:
"Però sobre la teva demostració, protesto sobretot contra l'ús de la quantitat infinita com una de completa, que en matemàtiques no és mai permesa. L'infinit és només una façon de parler [una manera de parlar], en la qual un parla en realitat de límits.''
Cantor era perfectament conscient que la seva nova teoria de conjunts i nombres transfinits s'enfrontaria a oposició, molta d'aquesta de caràcter tradicional i de llarga data. Un dels objectius del Grundlagen era precisament demostrar que no hi ha raons per acceptar les velles objeccions als infinits complets reals i que era possible respondre a matemàtics com Gauss, filòsofs com Aristòtil i teòlegs com Tomàs d'Aquino. Durant el procés, fou conduït no només a considerar les qüestions epistemològiques que la teoria dels nombres transfinits havia suscitat sinó també a formular una metafísica que l'acompanyés. No n'hi havia prou d'argumentar la consistència matemàtica de tal teoria i afirmar-ne, llavors, la legitimitat. Sentia la necessitat de defensar el seu treball de qualsevol  forma d'atac i per això considerà també les objeccions filosòfiques i teològiques que es poguessin fer contra l'infinit actual.
Cantor creia que, fossin quines fossin les conclusions a què havien arribat els matemàtics en el passat, les propietats de la finitud no poden ser aplicades a tots els casos d'infinit. Els diversos intents havien portat a contradiccions i malentesos. A una carta a Vivanti, el 1886, assenyala Aristòtil com la font del dogma medieval infinitum actu non datur (l'infinit actual no pot passar), principi bàsic en l'escolàstica. Aquest necessitava confrontació explícita, ja que la seva assumpció que només existien nombres finits acabà prematurament amb la consideració dels nombres infinits.
Un dels arguments més usats era el de l'aniquilació del nombre. Si els nombres infinits s'admetien, es deia que els nombres finits serien empassats per qualsevol infinit. Per exemple, fossin {\displaystyle a} i {\displaystyle b} dos nombres finits majors que {\displaystyle 0} es compleix {\displaystyle a+b>a} i {\displaystyle a+b>b}. Tanmateix, si {\displaystyle b} fos infinit, sense importar el valor de {\displaystyle a}, {\displaystyle a+\infty =\infty } i això sembla contradir la propietat bàsica que la suma de dos nombres positius qualssevol hauria de sobrepassar tots dos. En aquest sentit, es pensava que un nombre infinit aniquilava els finits i, com que això semblava violar la manera en què s'entenien els nombres, l'infinit fou rebutjat per ser inconsistent.
Cantor condemna aquest argument dient que és fal·laç afirmar que els nombres infinits haurien de mostrar les mateixes característiques aritmètiques que els finits. A més, apel·lant directament a la seva teoria dels nombres ordinals transfinits, va poder demostrar que alguns nombres infinits eres susceptibles de ser modificats per nombres finits.
Havent-se ja ocupat d'Aristòtil, investigà els treballs d'altres pensadors del segle xvii, que fou un dels més fructífers en l'estudi de la naturalesa de l’infinit amb exemples com Locke, Descartes, Spinoza i Leibniz. Necessitava enderrocar també les seves crítiques per assegurar-se que cap crítica aconseguiria fer descarrilar la seva teoria. Sabent que Déu era inevitablement esmentat en tals jutjaments, es veié obligat a fer consideracions similars. L'argument més utilitzat era que el nombre només es podia predicar des d'allò finit; l'infinit, absolut, pertanyia únicament a Déu. La pregunta de “com d'infinit” esdevenia impossible. Cantor criticà aquesta negativa  a predicar res de l'absolut en termes de nombres, de forma similar a l'argument que utilitzà per refutar Aristòtil, demostrant que tal conclusions depenien d'un argument circular.
Tot i que semblava que era el primer i únic matemàtic que es prenia seriosament l'infinit actual, trobà consol en dos dels seus predecessors. Els dos foren figures importants en el desenvolupament històric del concepte d'infinit i ambdós havien escrit sobre les seves conseqüències matemàtiques i filosòfiques. Un d'aquest fou G. W. Leibniz i l'altre Bernhard Bolzano.
Leibniz fou particularment difícil, ja que la seva opinió de l’infinit semblava canviar depenent de l'ocasió i el context. Com Cantor mostrà en diverses cites, sovint negà qualsevol creença en l'infinit actual. Tanmateix, en diversos moments treballà en la distinció entre l'infinit actual i el potencial i Cantor el considerà un partidari del primer, com mostra el passatge següent:
"Estic tan a favor de l'actual infinit que, en lloc d'admetre que la Naturalesa l'avorreix, com comunament es diu, opino que la Natura en fa freqüent ús a tot arreu, per mostrar més efectivament les perfeccions del seu Autor. Tot i que crec que no hi ha part de la matèria que no sigui  - no dic no divisible - però actualment divisible; i conseqüentment la menor partícula hauria de considerar-se com un món ple d'una infinitud de criatures. ''
Cantor desenvoluparà aquesta idea anys més tard, essent de gran ajuda per a obviar les confrontacions i les pors d'alguns entre la interpretació teològica de l'infinit i els nombres transfinits.
Contràriament a Leibniz, Bolzano fou un soldat inequívoc de l'infinit absolut. Cantor admirà particularment els seus intents de demostrar que les paradoxes de l'infinit podien ser explicades i que la idea de completituds infinites podia ser introduïda sense contradicció a les matemàtiques. De fet, el Paradoxien des Unendlichen (Paradoxes de l'infinit), publicat el 1821, rebé grans elogis de Cantor per haver fet un important servei tant a les matemàtiques com a la filosofia.
De totes maneres, criticà el tractament de l'infinit de Bolzano per dos motius. No només quedava el concepte d'infinit actual poc clar matemàticament parlant, sinó que la importància de les idees del poder i el concepte de numeració mai foren desenvolupats. Tot i que en certs treballs es podien trobar suggeriments per a aquestes dues idees, mai trobaren un tractament lúcid i independent. Segons Cantor, aquestes eren nocions fonamentals sense les quals cap teoria de l'actual infinit podia triomfar.

Una de les idees que l'impressionà particularment fou la distinció que feu Bolzano entre els infinits categoremàtic (actual) i syncategoremàtic (potencial). El Grundlagen posà especial importància en aquests punts i explorà, anys més tard en els seus treballs filosòfics, encara més aquesta distinció. Per exemple, entre els filòsofs germànics que s'oposaven a l'infinit complet, Cantor destacà John Frederick Herbart i Wilhel Wundt com a principals pecadors. La seva idea preconcebuda de l'infinit potencial excloïa cap discussió de l'infinit actual. En una carta al matemàtic i historiador suec Gustav Eneström, Cantor resumí la seva oposició de la següent manera:
"Totes les anomenades demostracions contra la possibilitat de nombres actualment infinits són defectuoses, ja que es pot demostrar en cada cas particular i es pot concloure en termes generals també. És el seu πρωτον ψευδος [la primera falsa] que des del principi esperin o imposin les propietats dels nombres finits als nombres en qüestió, mentre que d'altra banda, si és que són considerats d'alguna manera, han de (en contrast amb els nombres finits) constituir enterament un nou tipus de nombre, la naturalesa del qual depèn completament de la naturalesa de les coses i és un objecte de recerca, però no de les nostres arbitrarietats o prejudicis."
Herbart fou particularment obert al criticisme de Cantor. El fet de defensar el seu infinit en termes de potencial deixava clar que no hi havia manera que pogués admetre la idea d'un infinit complet o actual. Cantor digué que la natura de les coses havia de ser presa tal com venia i que estava segur que la natura de les coses, tant matemàticament abstracta com concretament física, afirmava l'existència dels seus nombres transfinits. A més, les connexions entre les dues coses, allò abstracte i allò concret, proporcionava un altre nivell en què ell esperava justificar la teoria.

## L'essència de les matemàtiques
Cantor reforçà els seus estudis filosòfics sobre la seva teoria amb una anàlisi dels familiars i acceptats nombres naturals. Tant els nombres finits com els infinits podien considerar-se de dues maneres. En la mesura que són ben definits a la ment, distints i diferents de tots els altres components del pensament, servien de manera connectiva i relacional per modificar la substància del pensament mateix. Nombrà la realitat que els nombres enters assumeixen com intrasubjectiva o immanent (inherent). En contradicció a la realitat immanent trobem la realitat que els nombres podem assumir concretament, manifesta en objectes del món físic. Aquesta segona realitat procedia dels nombres naturals com a expressions d'imatges o processos del món físic. Aquest aspecte dels nombres enters, foren infinits o finits, ho anomenà com transsubjectiu o transitori.

Cantor afirmava l'existència tant de l'aspecte físic com l'ideal de la noció de nombre. Aquestes realitats duals, de fet, sempre es trobaven juntes, de manera que si un concepte posseïa la realitat immanent sempre podíem trobar la transitòria també. Trobar la connexió entre ambdues fou un dels grans problemes de la seva metafísica. Adjudica la necessària coincidència d'aquests dos aspectes del nombre a la unitat de l'univers mateix. Id est, és possible estudiar només la realitat immanent sense necessitat de confirmació o confrontació amb els sentits físics. No tenir la necessitat de buscar el vincle i la dualitat física permet a les matemàtiques independitzar-se de qualsevol altra ciència i tenir gran llibertat en la creació dels conceptes matemàtics. En aquest context que Cantor ofereix el seu famós dictum de què l'essència de les matemàtiques resideix en la seva llibertat. Així ho expressa al seu Grundlagen:
"Precisament per aquesta posició extraordinària que distingeix les matemàtiques de totes les altres ciències, i que dona una explicació per la relativa llibertat i facilitat d'aconseguir-ho, mereix especialment el nom de matemàtiques lliures, una designació que, si pogués triar, preferiria molt més que l'acostumada matemàtica pura."
Així afirma la llibertat de les matemàtiques per acceptar la creació i aplicació de noves idees basant-se solament en els pilars de la consistència intel·lectual. Llavors, els matemàtics es trobaven només lligats al fet que els seus conceptes no permetessin contradiccions internes i que seguissin les definicions, axiomes i teoremes prèviament donats. Llavors, en aquest context, quins són els criteris per introduir nous nombres? El punt clau residia únicament en la definició. Així, mentre els nous nombres foren diferents  dels altres tipus de nombres, així com pogueren ser distingits entre ells mateixos, llavors acabàvem de definir un nou nombre i s'havia de considerar la seva existència.
L'única objecció possible a aquesta doctrina de llibertat era la creació de noves idees sense correctives. Però, tanmateix, Cantor recalca que són només correctives. Si una idea era infructífera o innecessària, ràpidament es faria evident i, per raons d'insuficiència, seria abandonada o oblidada. Les alternatives donades per Kronecker i els seus seguidors de permetre en la seguretat dels nombres finits li semblaven a Cantor molt perilloses.
Per reforçar aquesta última idea, Cantor apel·là a figures llegendàries de la història de les matemàtiques. Sense aquesta llibertat matemàtica personatges com Gauss, Cauchy, Abel, Jacobi, Dirichlet, Weierstrass, Hermite i Riemann mai haurien fet un avenç significatiu en els seus treballs. Kummer mai hauria pogut formular els seus nombres ideals i, conseqüentment, el món no podria -afegeix Cantor amb astúcia- apreciar les feines de Kronecker i Dedekind.
Les matemàtiques, creia Cantor, eren l'única ciència justificada d'alliberar-se de qualsevol cadena metafísica. En canvi, les matemàtiques aplicades i la mecànica teòrica trobaven en la metafísica tant els seus continguts com els seus objectius. La matemàtica, mitjançant la virtut de la seva independència de qualsevol restricció imposada per la realitat externa del món espaciotemporal, era completament lliure. Aquesta llibertat, insistí Cantor, era la seva essència.

## Influència religiosa
La religió, heretada de jove a través dels seus pares, tingué el paper important en la vida i pensaments de Cantor. No només fou necessària per enderrocar els arguments que diferents filòsofs i teòlegs donaven contra l’infinit actual, si no que s'escolà com a part intrínseca dels seus treballs. Després de les crisis nervioses del 1884, Cantor retornà a les matemàtiques doblement desencoratjat: no només semblava que la hipòtesi del continu era un camí sense sortida, si no que Gösta Mittag-Leffler pareixia haver tancat l'última porta de les esperances de ser entès per la comunitat matemàtica. Aïllat al Halle, començà a ensenyar filosofia i a cartejar-se amb teòlegs que li proporcionaren una sortida natural a la seva necessitat de comunicació.
Tanmateix, sembla que el contacte amb els teòlegs cristians només reforçà la simpatia que ja sentia per ells. A principis de 1884 ja confessava a Gösta Mittag-Leffler que ell no era el creador de la seva feina, si no només un missatger. Déu li havia donat la inspiració, deixant només a Cantor la responsabilitat d'escriure els articles i organitzar-los. Psicològicament, aquesta carta és molt reveladora perquè sembla demostrar que ja abans de la crisi nerviosa, no volia atribuir-se el mèrit dels seus treballs i preferia transferir la responsabilitat de les seves idees provocatives a un altre focus.

A més, també resulta important el fet que Cantor cregués en l'absoluta veritat de la seva teoria de conjunts perquè li havia sigut revelada. Així, no només es convertia en un missatger de Déu, si no també en un ambaixador. D'aquesta manera, hauria cregut que era el seu deure utilitzar els coneixements que li havien estat donats per prevenir l'Església de cometre greus errors amb relació a la naturalesa de l'infinit. En una carta a Jeiler el 1888, Cantor declarà:
“No tinc cap dubte de la veritat dels transfinits, els quals he descobert gràcies a l'ajuda de Déu i què, en la seva diversitat, he estudiat per més de vint anys; cada any, i gairebé cada dia, em porta més endins en aquesta ciència.”
Fou encara més directe en una carta escrita a Hermite a principis de 1894 on explicava que fou la voluntat de Déu apartar-se dels afers matemàtics per treballar amb aspectes teològics i filosòfics:
“Però ara agraeixo a Déu, omniscient i tot bondadós, que Ell sempre m’ha denegat la realització d'aquest desig [el d'aconseguir una posició a la universitat de Göttingen o a la de Berlín], perquè Ell llavors m’ha limitat, a través d'un profund contacte amb la teologia, a servir-lo a Ell i la Seva Sagrada Església Catòlica Romana molt millor del que he sigut capaç amb la meva preocupació exclusiva per les matemàtiques.”
De cop, Cantor senyalà les nombroses decepcions i els dubtes acumulats durant més de dues dècades. La falta de confiança en si mateix i en els seus poders matemàtics reflectien la frustració que devia sentir en ser incapaç de resoldre la hipòtesi del continu, combinat amb els atacs de Kronecker i l'aparent negativa de Gösta Mittag-Leffler sobre els seus recents descobriment sobre els tipus d'ordre. Cantor acabà abandonat els seus companys matemàtics per trobar consol i inspiració entre els teòlegs i filòsofs de l'Església. La religió renovà part de la seva confiança i alimentà la creença en la veritat dels seus treballs. Inspirat i ajudat per Déu, estava segur que la seva feina era significativa, tot i el fracàs dels matemàtics a l'hora d'intentar entendre la importància dels seus descobriments.

## Obra

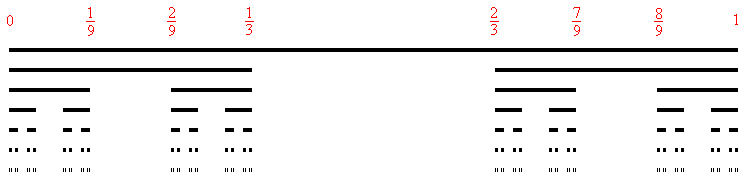
El Conjunt de Cantor

Cantor va ser el fundador de la teoria de conjunts moderna (1874-84). Fou el primer a definir els conceptes apropiats per tal d'estudiar i comparar els conjunts infinits en funció de la seva mida. Va demostrar que donat qualsevol conjunt A, el conjunt de tots els subconjunts de A, anomenat el conjunt potència de A té una mida més gran que la mida de A (aquest fet és conegut com el teorema de Cantor). Així hi ha una jerarquia infinita de les mides de conjunts infinits, de la qual sorgeixen els cardinals transfinits i els nombres ordinals, i la seva peculiar aritmètica. La notació que emprà per als nombres cardinals, i que es continua utilitzant, fou la lletra Hebrea {\displaystyle \aleph } amb un nombre ordinal com a subíndex; per als ordinals va utilitzar la lletra Grega {\displaystyle \omega }. (falta ampliar i detallar...)
Cantor fou el primer a apreciar el valor de les correspondències bijectives en la teoria de conjunts. Va definir el concepte de conjunt finit i conjunt infinit, diferenciant aquest darrer en conjunt numerable i conjunt no numerable. Hi ha una correspondència bijectiva entre qualsevol conjunt numerable i el conjunt de tots els nombres naturals; tots els altres conjunts infinits són no numerables. Va demostrar que el conjunt dels nombres racionals és numerable, i que el conjunt dels nombres reals no ho és i és, per tant, estrictament major. La cardinalitat dels nombres naturals és {\displaystyle \aleph _{0}}; el dels reals és més gran, i és almenys {\displaystyle \aleph _{1}} ({\displaystyle \aleph _{1}} és el cardinal més petit després de {\displaystyle \aleph _{0}}).
Els primers articles de Cantor són sobre teoria de nombres, el tema de la seva tesi. Sota el suggeriment d'Eduard Heine, Professor a Halle, Cantor va interessar-se per l'Anàlisi Matemàtica. Heine proposà a Cantor de resoldre un problema obert que Dirichlet, Lipschitz, Bernhard Riemann, i el mateix Eduard Heine no havien pogut resoldre: la unicitat de la representació d'una funció mitjançant sèries trigonomètriques. Cantor va resoldre el problema l'any 1869. Entre 1870 i 1872, Cantor va publicar més articles sobre sèries trigonomètriques, incloent-ne un on definia els nombres irracionals com una seqüència convergent de nombre racionals. Dedekind, amb qui Cantor va fer amistat el 1872, cita aquest article aquell mateix any en l'article on ell mateix primer va desenvolupar la seva celebrada definició dels nombres reals mitjançant les talladures de Dedekind.
L'article de Cantor del 1874, "On a Characteristic Property of All Real Algebraic Numbers", marca el naixement de la teoria de conjunts. Va ser publicat a Journal de Crelle, malgrat l'oposició de Kronecker, gràcies al suport de Dedekind. Prèviament a aquest article, sempre s'havia suposat que totes les col·leccions infinites tenien la "mateixa mida"; Cantor fou el primer a demostrar que hi havia més d'un tipus d'infinit. Esdevingué el primer a utilitzar la noció de bijecció per a diferenciar els tipus d'infinit. Va demostrar que el conjunt dels nombres reals no és numerable. El 1891 va tornar a demostrar-ho mitjançant el famós i elegant argument diagonal.
L'article de 1874 també demostra que el conjunt dels nombres algebraics, és a dir, el conjunt dels zeros d'equacions polinòmiques amb coeficients enters, és numerable. Els nombres reals que no són algebraics s'anomenen nombres transcendents. Liouville ja havia establert l'existència de nombres transcendents l'any 1851. Cantor havia demostrat que el conjunt dels nombres reals no era numerable i que la unió d'una quantitat numerable de conjunts numerables és numerable. Com que un nombre real és o bé algebraic o bé transcendent, el conjunt de nombres transcendents no és numerable. Així, el conjunt dels nombres transcendents és igual de gran que el conjunt dels nombres reals, i "gairebé tot" nombre real ha de ser transcendent. Cantor va remarcar que efectivament ell havia demostrat un teorema ja demostrat per Liouville, que hi ha una quantitat infinita de nombres transcendents en cada interval de nombres reals.
El 1874, Cantor va començar a buscar una bijecció entre els punts del quadrat unitat i els punts de l'interval unitat. En la carta de l'any 1877 a Dedekind, Cantor demostra un resultat molt més general: que hi ha una bijecció entre els punts de l'interval unitat i tots els punts en un espai p-dimensional. Sobre aquest descobriment Cantor va escriure (en francès) "Ho veig, però no ho puc creure!" Aquest resultat sorprenent té implicacions en geometria i la noció de dimensió.
El 1878, Cantor va presentar un altre article al Journal de Crelle, que altra vegada va desagradar a Kronecker. Cantor volia retirar l'article, però Dedekind el va persuadir de no fer-ho; a més a més, Weierstrass donava suport a la seva publicació. Cantor no va enviar mai més res al Journal de Crelle per a publicar.
Aquest article precisava la noció de bijecció i definia el concepte de conjunt numerable com el de conjunt que pot ser posat en correspondència bijectiva amb el conjunt dels nombres naturals. Cantor introdueix la noció de "potència" (un terme que pren de Jakob Steiner) o equipotència de conjunts; dos conjunts són equipotents (tenen la mateixa potència) si hi ha una correspondència bijectiva entre ells. Després demostra que el conjunt dels nombres racionals té la potència infinita més petita, i que  {\displaystyle \mathbb {R} ^{n}}  té la mateixa potència que {\displaystyle \mathbb {R} }. A més a més, una quantitat numerable de còpies de {\displaystyle \mathbb {R} } té la mateixa potència que {\displaystyle \mathbb {R} }. Mentre que va utilitzar sovint el concepte de numerable, no va escriure la paraula "numerable" fins al 1883. Cantor també hi analitza la seva teoria sobre la dimensió dimensió, insistint que la seva aplicació entre l'interval unitat i el quadrat unitat no era continu.
Entre el 1879 i el 1884, Cantor va publicar una sèrie de sis articles aMathematische Annalen que junts formen una introducció a la seva teoria de conjunts. L'editor va accedir a publicar aquests articles tot i la creixent oposició a les idees de Cantor promoguda per Kronecker. Kronecker admetia un concepte matemàtic només si aquest podia ésser construït amb una quantitat finita de passos a partir dels nombres naturals, els quals considerava intuïtivament donats. Per a Kronecker, la jerarquia de Cantor dels infinits era inadmissible.
El cinquè article d'aquesta sèrie, "Foundations of a General Theory of Aggregates", publicat el 1883, fou el més important dels sis i fou publicat en una monografia, a part. Contenia la rèplica de Cantor als opositors de les seves idees i mostra com els nombres transfinits són una extensió dels nombres naturals. Comença definint els conjunts ben ordenats. Els nombres ordinals són introduïts com tipus d'ordres dels conjunts ben ordenats. Cantor defineix l'addició i la multiplicació dels nombres cardinals i dels nombres ordinals. El 1885, Cantor estén la seva teoria dels tipus d'ordre de manera que els nombres ordinals esdevenen simplement una classe de tipus d'ordre.

L'article de Cantor del 1883 revela que era ben conscient de l'oposició que les seves idees tenien: 
"... I realize that in this undertaking I place myself in a certain opposition to views widely held concerning the mathematical infinite and to opinions frequently defended on the nature of numbers."
 D'aquí que dediqui molt espai a justificar la seva feina, defensant que els conceptes matemàtics poden ser introduïts lliurement sempre que no entrin en contradicció i estiguin definits a partir de conceptes ja acceptats. També cita a Aristòtil, Descartes, Berkeley, Leibniz, i Bolzano en parlar de l'infinit.
Cantor fou el primer a formular el que després es coneixeria com la Hipòtesi del Continu o CH: no hi ha cap conjunt la cardinalitat del qual sigui més gran que la del conjunt dels nombres naturals i a la vegada més petita que la del conjunt dels nombres reals (o equivalentment, la cardinalitat del conjunt dels nombres reals és exactament {\displaystyle \aleph _{1}}, en lloc de almenys {\displaystyle \aleph _{1}}). La incapacitat de demostrar la Hipòtesi del Continu va causar a Cantor ansietat considerable, però retrospectivament és perfectament comprensible: un resultat de Gödel del 1940 i un resultat de Paul Cohen del 1963 mostren els dos junts, que no es pot demostrar la Hipòtesi del Continu ni la seva negació en la teoria estàndard de la teoria de conjunts de Zermelo-Fraenkel més l'Axioma de l'elecció (ZFC).

El 1882, la rica correspondència matemàtica que hi havia hagut entre Cantor i Dedekind va acabar-se. Cantor començà una interessant correspondència amb Mittag-Leffler de Suïssa, i aviat va començar a publicar a la revista de Mittag-Leffler Acta Mathematica. Però el 1885, Mittag-Leffler va demanar a Cantor que retirés un article d'Acta mentre l'estava revisant, escrivint que "... about one hundred years too soon." Cantor accedí, però va escriure a un tercer :
"Had Mittag-Leffler had his way, I should have to wait until the year 1984, which to me seemed too great a demand! ... But of course I never want to know anything again about Acta Mathematica."
 Així va finalitzar la seva correspondència amb Mittag-Leffler, com ho havia fet el brillant desenvolupament de Cantor sobre la teoria de conjunts els 12 anys precedents. Mittag-Leffler tenia bones intencions, però aquest incident revela com fins i tot els més brillants contemporanis de Cantor sovint no foren capaços d'apreciar el seu treball.
El 1895 i el 1897, Cantor va publicar un article en dues parts a Mathematische Annalen amb Felix Klein coma editor; aquests van ser els seus darrers articles significatius en teoria de conjunts. (La traducció anglesa és Cantor 1955.) El primer article comença definint el que és un conjunt, subconjunt, etc., en termes semblants als d'avui en dia. Els conceptes d'aritmètica cardinal i ordinal són revisats. Cantor volia incloure en el segon article una demostració de la Hipòtesi del continu, però hagué de conformar-se exposant la seva teoria dels conjunts ben-ordenables i els nombres ordinals. Cantor intentà demostrar que si A iB són conjunts amb A equipotent a un subconjunt de B i B és equipotent a un subconjunt de A, aleshores A i B són equipotents. Ernst Schröder havia volgut demostrar aquest teorema una mica abans, però la seva demostració, com la de Cantor, tenia defectes. Felix Bernstein va proporcionar una demostració correcta l'any 1898en la seva tesi de doctorat; d'aquí el nom del teorema de Cantor-Schröder-Bernstein.
Al voltant d'aquesta època, les paradoxes de la teoria de conjunts començaren a treure el cap. En un article de l'any 1897 paper en un tema no relacionat, Cesare Burali-Forti fa esment de la primera de les paradoxes, la paradoxa de Burali-Forti: el nombre ordinal del conjunt de tots els ordinals ha de ser un ordinal i això comporta una contradicció. Cantor havia descobert aquesta paradoxa el 1895, i la descriví en una carta del 1896 a Hilbert. Curiosament, Cantor va ser molt crític amb l'article de Burali-Forti.
El 1899, Cantor va descobrir el seu epònim a la paradoxa: quina és la cardinalitat del conjunt de tots els conjunts? Clarament ha de ser el cardinal més gran possible. Però per a qualsevol conjunt A, la cardinalitat de la potència de A és estrictament major que la cardinalitat de A (pel teorema de Cantor). Aquesta paradoxa, juntament amb la de Burali-Forti, va portar a Cantor a reformular rel seu concepte de limitació de mida, fact check needed d'acord amb la qual la col·lecció de tots els ordinals, de tots els conjunts, és una "multiplicitat inconsistent" que és "massa gran" per a ser un conjunt. Avui les anomenaríem classes pròpies.
Una visió comuna entre els matemàtics és que aquestes paradoxes, juntament amb la paradoxa de Russell, demostren que no és possible prendre una "intuïtiva", o no axiomàtica, una aproximació a la teoria de conjunts sense risc de contradicció. De segur que aquestes foren algunes de les motivacions que portaren a Zermelo i d'altres a produir axiomatitzacions de la teoria de conjunts. D'altres observaren, això no obstant, que les paradoxes no apareixien des d'un punt de vista informal motivat per la jerarquia iterativa, que pot ser vist com una explicació de la idea de la limitació de mida. D'altres també qüestionen si la formulació Fregueana de la teoria de conjunts intuïtiva (que fou el sistema directament refutat per la paradoxa de Russell) és realment fidel a la interpretació de la concepció kantiana.
El treball de Cantor va atraure una atenció favorable després del celebrat encomiam de Hilbert. En conferències públiques pronunciades al primer Congrés Internacional de Matemàtics, que tingueren lloc a Zuric el 1897, Hurwitz i Hadamard ambdós van expressar la seva admiració per la teoria de conjunts de Cantor. En aquest congrés, Cantor també va renovar la seva amistat i correspondència amb Dedekind. Charles Peirce a Amèrica també elogià la teoria de conjunts de Cantor. El 1905, Cantor va començar una correspondència, que després seria publicada, amb el seu admirador i traductor anglès Philip Jourdain, sobre la història de la teoria de conjunts i sobre les idees religioses de Cantor.